# Rabeneick (Radsportteam)
Rabeneick war ein von 1938 bis 1956 bestehendes professionelles deutsches Radsportteam. Sponsor war die Firma August Rabeneick GmbH aus Bielefeld, die Kleinmotorräder und Fahrräder produzierte.

## Geschichte
1938 begann Rabeneick sein Engagement im Radsport. Unterbrochen vom Zweiten Weltkrieg setzte das Unternehmen von 1948 bis 1956 sein Sponsoring fort. Zeitweilig wurden auch einzelne Fahrer außerhalb von Teamstrukturen unter Vertrag genommen. 
Rabeneick hatte bis zum Verbot des Berufsradsports in der DDR auch einige Fahrer aus der DDR in seinem Rennstall. Das Team von Rabeneick gewann mehrfach Etappen in der Deutschland-Rundfahrt. Harry Saager gewann 1949 das Grüne Band der IRA. 1950 holte Heinrich Schwarzer den Sieg im Rennen München–Zürich. Im Bahnradsport holte Karl Wiemer 1949 die Meistertitel in der Einerverfolgung und im Zweier-Mannschaftsfahren bei den Berufsfahrern der DDR. Werner Holthöfer holte 1949 den Titel im Zweier-Mannschaftsfahren in der Bundesrepublik.

## Erfolge
1948
- zwei Etappen Grünes Band der IRA
- Rund um Köln

1949
- Gesamtwertung und eine Etappe  Grünes Band der IRA
- DDR-Meisterschaft Einerverfolgung
- DDR-Meisterschaft Meisterschaft Zweier-Mannschaftsfahren
- Deutsche Meisterschaft Zweier-Mannschaftsfahren

1950
- München–Zürich

1955
- vier Etappen Deutschland-Rundfahrt

## Bekannte Fahrer
- Werner Holthöfer
- Rudi Mirke
- Harry Saager
- Heinrich Schwarzer
- Karl Wiemer